# Encyklopedické heslo
Encyklopedické heslo čili encyklopedický článek je základní informační jednotkou encyklopedie. Je to komplex logicky uspořádaných informací vyjadřující určité, typem encyklopedie a významem pojmu limitované kvantum teoretických nebo praktických poznatků o určité objektivní skutečnosti získaných analyticko-syntetickou metodou a vyjádřených zvláštním lexikografickým stylem.
Od ostatního textu jsou encyklopedická hesla graficky oddělena. Jsou obsahově i formálně jednotně konstruovány, obvykle se skládá ze záhlaví (vysazování tučně), z definice a výkladu. Při jeho tvorbě se dodržuje logické pořadí základních aspektů, z nichž se popisují nebo vysvětlují fakta, jevy ap., a předem stanovený soubor pravopisných, stylistických a typografických prostředků. Text hesla vyžaduje tzv. encyklopedický styl s cílem podat na minimálním prostoru maximum informací, což se dosahuje maximální stručností, věcností a jednoduchostí při výběru výrazových prostředků, jakož i přesností podávaných informací. Údaje jsou doplňovány tabulkami, grafy, statistikami a ilustracemi.
Zvláštním druhem encyklopedického hesla je tzv. odkazové heslo, které neposkytuje výklad pojmu, ale jen formou odkazu (→) upozorňuje na heslo, ve kterém se informace nachází.